# Leersia monandra
Leersia monandra är en gräsart som beskrevs av Olof Swartz. Leersia monandra ingår i släktet vildrissläktet, och familjen gräs. Inga underarter finns listade i Catalogue of Life.